# 沓掛温泉

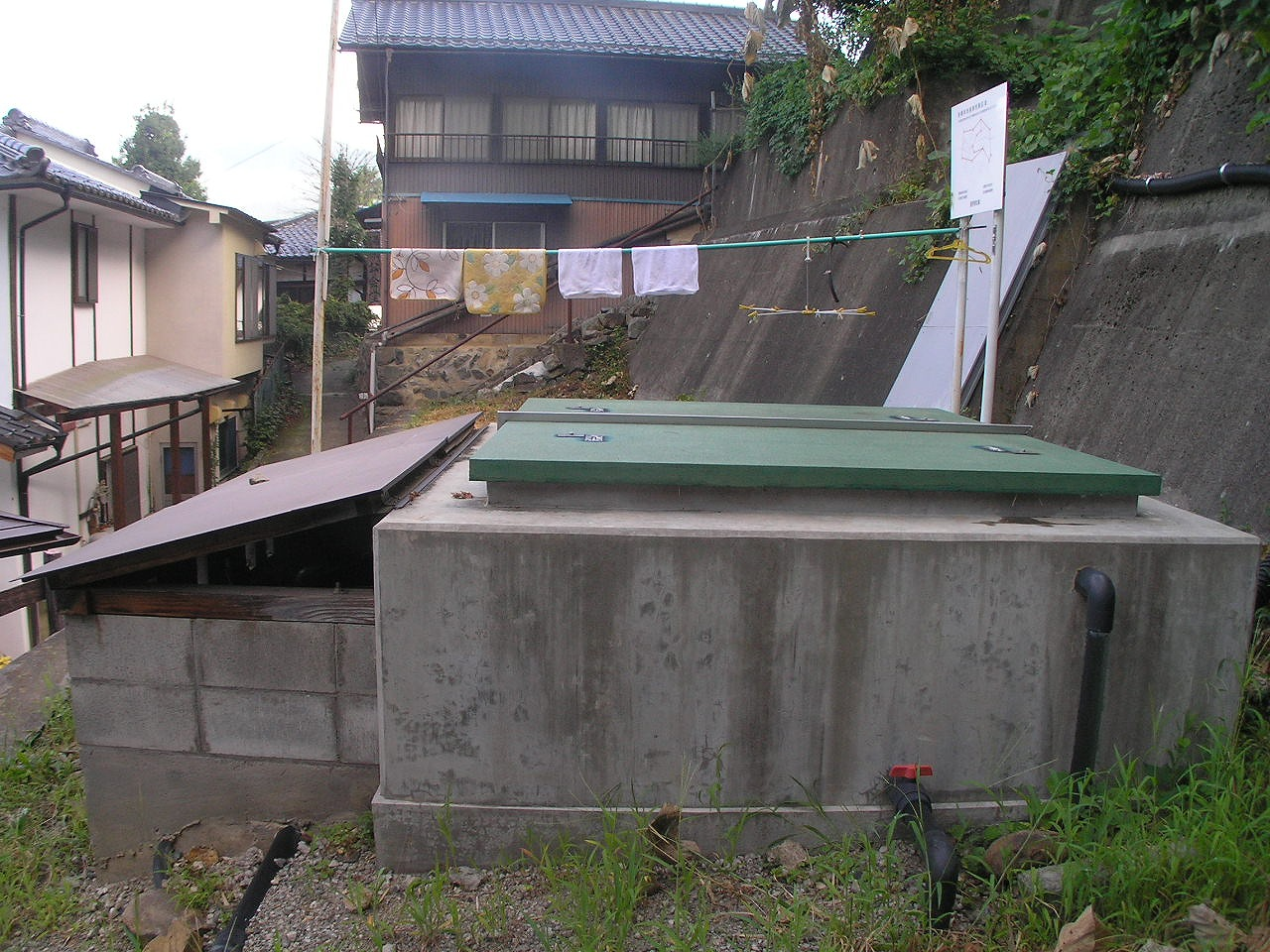
源泉

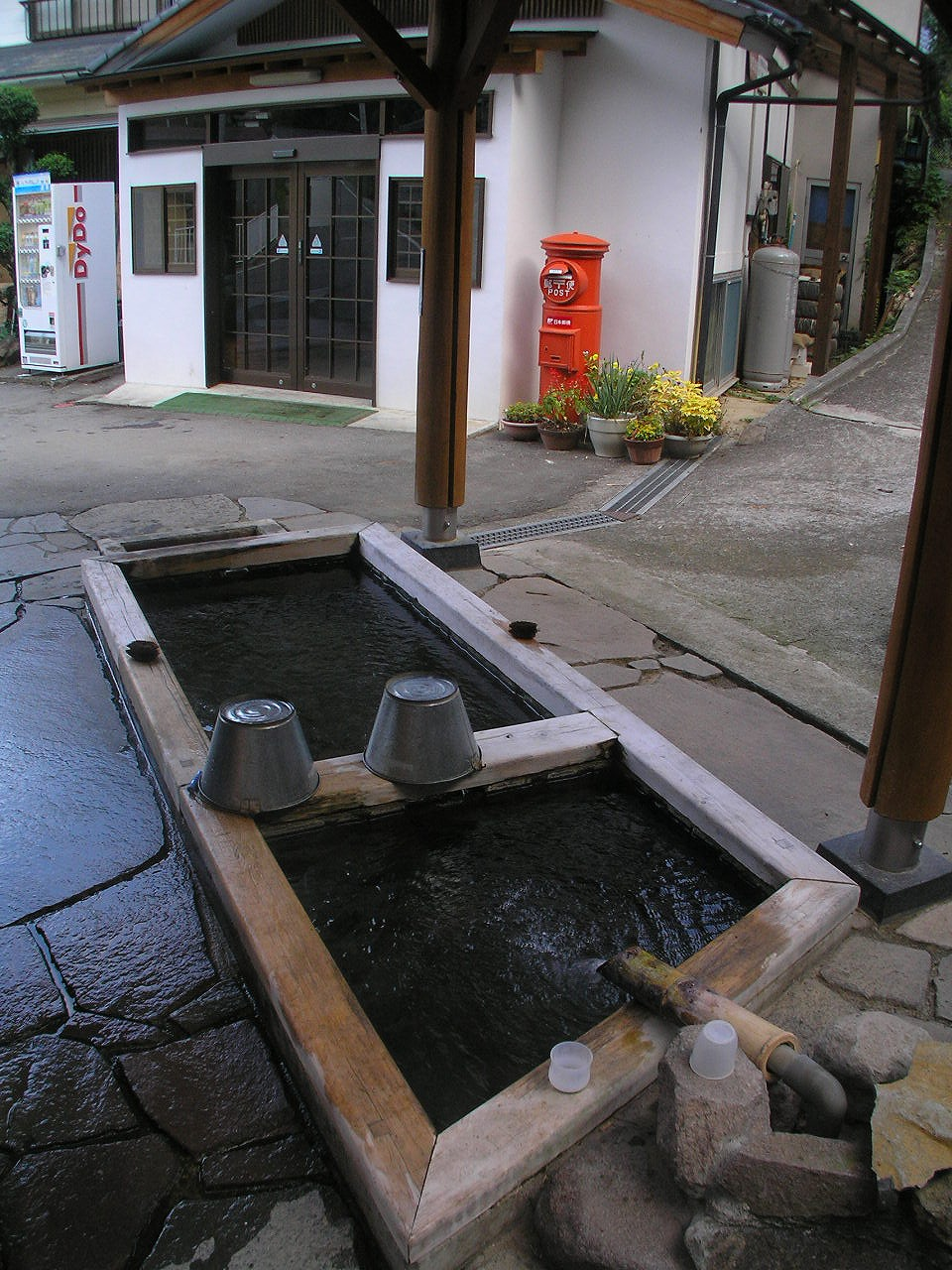
共同浴場横の洗い場

沓掛温泉（くつかけおんせん）は、長野県小県郡青木村にある温泉。

## 泉質
- 硫黄泉
  - 源泉温度39℃

## 効能
高血圧、消化器病、皮膚病、神経痛、筋肉痛、慢性関節リューマチ、糖尿病、呼吸器疾患、不妊症、外傷、更年期障害、卵巣機能不全、肩こり、腰痛、中風など。

## 温泉街
夫神岳（おがみだけ）の西麓の標高670mの山あいの静かな環境の中、沓掛川右岸の坂を登った傍にある。田山花袋が愛したことで知られる。
温泉地は小じんまりとしており、かつては「おもとや」「かどや」「かなふや（叶屋）」の3軒の旅館があり125名の収容力があったが、かどや旅館は「日帰り温泉 くつろぎの湯」となり、おもとやは2015年に閉館して翌2016年に満山荘としてリニューアルした。共同浴場は1軒、「小倉乃湯（おぐらのゆ）」がある。温泉が地域の生活に密着しており、温泉を利用した野菜などの洗い場が共同浴場の横にある。
温泉施設は以下のとおり（2021年9月現在）
- 日帰り施設
  - 小倉乃湯 … 入浴料は大人（中学生以上）200円、小人100円、火曜日定休。
  - くつろぎの湯 … 入浴料は大人（高校生以上）300円、小人200円、月曜日定休。
- 宿泊施設
  - 叶屋旅館
  - 満山荘

## 歴史
開湯は平安時代と言われる。信濃国司として赴任していた滋野親王が、当地で眼病の湯治を行い効果があったので、薬師堂を建て温泉の守護神として崇め、また温泉の裏山の山容が故郷の京都の小倉山に似ていることから「小倉乃湯」と名づけたと伝えられる。
昭和45年3月24日 - 厚生省告示第60号により、田沢温泉とともに国民保養温泉地に指定。
共同浴場は1998年に改築された。
2015年11月おもとや旅館閉館。2016年4月23日、満山荘としてリニューアルオープンした。

## アクセス
- 鉄道：北陸新幹線（しなの鉄道）上田駅より千曲バス青木行きに乗車、約30分で終点へ。その後入奈良本・釜房方面行きの青木村営バスに乗り換えて約10分。「沓掛温泉」停留所下車。

## 観光
- 温泉薬師堂
- 小倉山遊歩道
- 風穴…遊歩道の途中にある。かつては蚕種や食品の貯蔵に用いられていた穴。
- 炭焼窯…遊歩道の途中にある。かつて白炭を焼いた窯を復元したもので、温泉が見下ろせる高台にあり屋根付きの休憩所がある。
- 夫神岳登山道…上記炭焼窯の横に入口がある。
- 石芋公園（野生里芋公園）…長野県指定天然記念物「沓掛の野生里芋群生地」を整備した公園。